# Ліс-Кула (бронепоїзд)
Бронепоїзд «Підполковник Ліс-Кула» колишній «Pepetrójka» (PP 3) — бронепоїзд Війська Польського.

## Історія

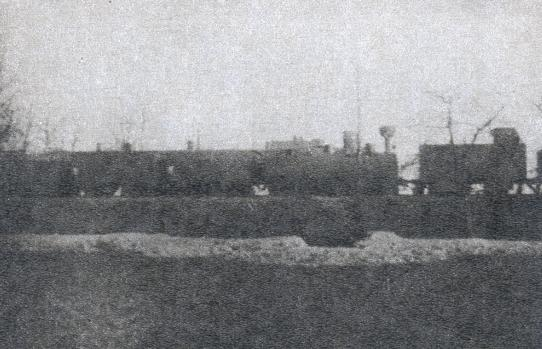
Панцерний потяг Ліс-Кула у Львові 1919 р

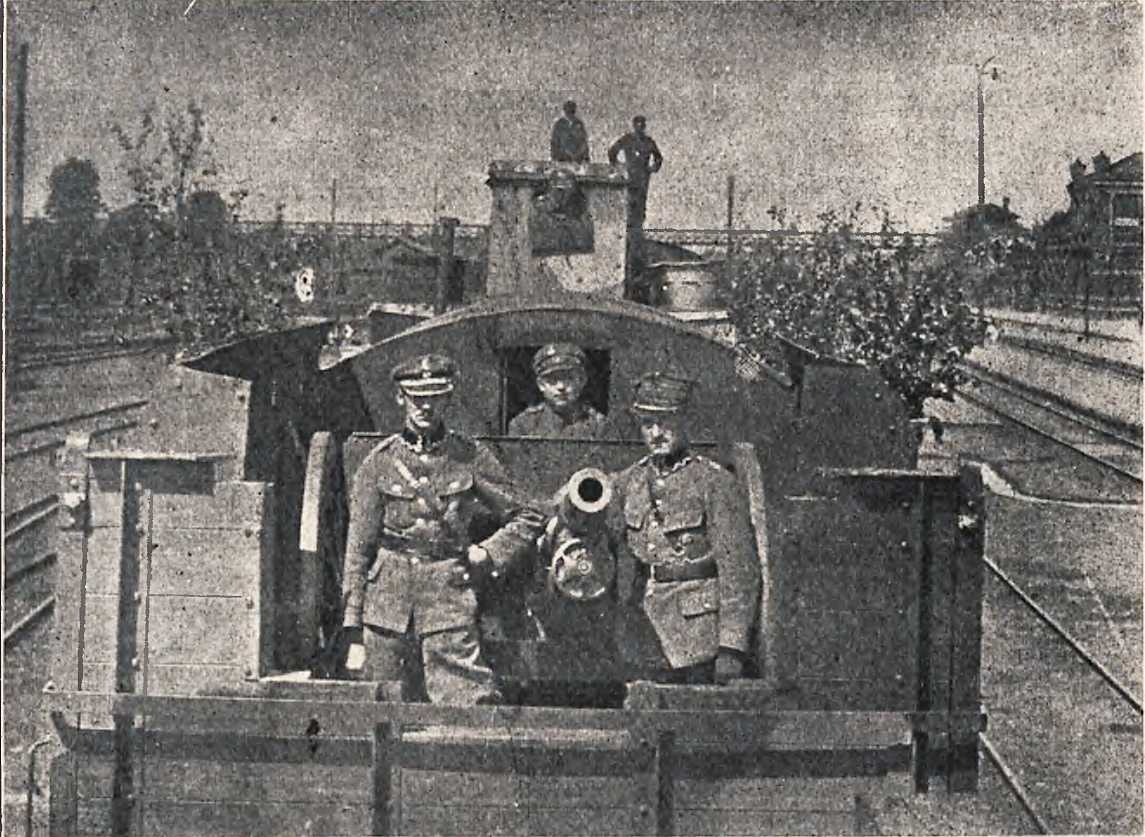
Командир бронепоїзда «Пплк. Лис-Кула» кап. Феліц'ян Мадейський і д-ка ст. потягу лейтенант Здзіслав Стипаля під Мінськом у червні 1920 р.

Поїзд був побудований 26 листопада 1918 року в Головних залізничних майстернях у Львові і названий «Львівянин», але ця назва не прижилася. Через кілька днів бригада поїзда охрестила його «Пепетройка», за номером — Бронепоїзд № 3 (ПП 3). 5 квітня 1919 року військовий міністр на вшанування пам'яті підполковника Ліс-Кула, який загинув на полі слави, перейменував бронепоїзд «Пепетройка» на «Підполковник Ліс-Кула». Цей наказ поїзна бригада отримала 30 квітня 1919 року.
Потяг був озброєний гарматами та 8, а пізніше 16 кулеметами. Вагони були броньовані листовим металом і мішками з піском. Екіпаж броневоза складали львівські залізничники. До складу поїзної бригади входив висадний взвод.
На думку головнокомандувача Льввівської залоги Чеслава Мончинського, «бронепоїзд являв собою останній прояв бойової техніки (…), він міг досконало виконувати оборонне та активно-наступальне завдання» .
Під час Польсько-української війни бригада поїзда воювала, між іншим, в битві за Львів. Потім екіпаж воював під час війни з більшовиками. 12 серпня 1921 р. поїзд вирушив до Кракова, де в 1-му залізничному полку була проведена його ліквідація.
Старший лейтенант Артур Белоглавек створив пісню для поїзда, яка починається з рядка: «завжди попереду, як сторож, іде наша пепетройка».

## Персонал
- Начальник поїзда — лейт. Збігнєв Ожеховський
- заступник начальника поїзда — лейт. Антоній Давидович
- командир кулеметного відділення — підпор. Фелічан Мадейський-Порай (начальник поїзда з 8 серпня 1919 р.)
- Командир десантно-штурмового загону — лейт. Максиміліан Вудкевич †22 лютого 1919 Вовчухи[3][4][5][6]
- Командир десантно-штурмового загону — лейт. Ласота
- командир стрілецької частини — лейт. стопа. Артур Бєлоглавек пс. «Збігнєв Орвіч»[8]
- командир піонерного взводу і в.о.лікаря — лейтенант Бранко де Гроо
- офіцер артилерії — підр. Мечислав Рудницький
- 1-й офіцер ешелону та командир артилерії — лейтенант Владислав де Філіппі[10] † 20 травня 1920 Крулевщизна[5]
- командир артилерії — підпоручик. Здзіслав Стипаль
- провізійний офіцер — підпоручик Маріан Кемпнер
- лікар — пор лік Лешек Яклінський
- Зигмунт Рукер[11]

## Пам'ятний знак

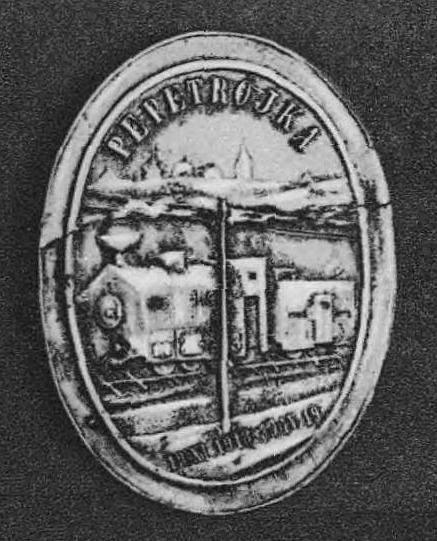
Пам'ятний знак

Пам'ятний знак розміром 38×53 мм, овальний, тиснений у мідному листі, посріблений з двох сторін, злегка опуклий. Товщина листа 1 мм. Всередині овалу вгорі напис: «Пепе-три», а внизу дата: «19. XI. 1918 — 30. IV. 1919». Посередині на залізничній колії стоять броневоз і тендер. Панорама Львова на задньому плані. На локомотиві написи: «ПП3» і «Львів». Бейдж прикручений на болт.
Інший варіант нагрудного знака — виготовлений з металу сірого кольору, посріблений, злегка оксидований, овальної форми 60×45 мм. Виготовлено в майстерні Унгера у Львові. На овалі нагрудного знака, оточеному подвійною смугою, розміщено зображення бронепоїзда на колії. Панорама Львова вдалині. Над ним, по краю, напис: «Pepetrójka». Внизу дата: «19.XI.l918 — 30.IV.l919».

## Особливість
Особливістю бронепоїзда "Ліс-Кула" була солдатська бібліотека. В одному з вагонів проводилися лекції, а солдати навчали один одного. 7 червня 1919 року це було офіційно зареєстровано під час зупинки у Варшаві. Всього було 108 томів, які охоплювали художню літературу, природу та історію. В останні дні червня 1919 року відбулися також дві театральні вистави.